# エデンの東/慕情
「エデンの東/慕情」（エデンのひがし/ぼじょう）は、1971年7月25日に発売されたジャッキー吉川とブルー・コメッツのシングルである。
両A面シングルで、双曲共に、1970年10月10日に発売されたアルバム「ポピュラーヒット25年史 上巻」に収録されたのが、これらの楽曲の初出である。基本的な表題曲となる「エデンの東」は同名の映画のテーマ曲のカヴァーにしてインストゥルメンタルナンバーとなっており、井上忠夫がテナー・サックス、三原綱木がギター、小田啓義がピアノをそれぞれフィーチャーして演奏している。もう一方の表題曲となる「慕情」は同名の映画のテーマ曲 (Love Is a Many-Splendored Thing) にしてフォー・エイセスのカヴァーとなっており、こちらは英語でブルー・コメッツが自らバックコーラスを入れている。

## 収録曲
※全編曲：森岡賢一郎
1. エデンの東
  - 作曲:レナード・ローゼンマン
2. 慕情
  - 作詞:ポール・フランシス・ウエブスター／作曲:サミー・フェイン